# Alfonso Di Brocchetti
Alfonso Di Brocchetti, Barone (Napoli, 3 agosto 1844 – Roma, 14 gennaio 1918), è stato un ammiraglio e politico italiano, che ricoprì alti incarichi nella Regia Marina. Fu Presidente del Consiglio superiore di marina tra il 1º ottobre 1908 e il 6 agosto 1909,  Comandante della Divisione navale oceanica (11 dicembre 1898-6 maggio 1900) e Comandante in capo della Forza navale del Mediterraneo (11 aprile 1906 - 1º aprile 1908). Nominato Senatore del Regno d'Italia nella XXIII legislatura.

## Biografia
Nacque a Napoli il 3 agosto 1844, figlio del capitano di vascello Enrico Di Brocchetti, ufficiale del Regno delle Due Sicilie e futuro ministro della Marina nel primo governo Cairoli e della signora Margherita Maresca. Ammesso giovanissimo, all'età di nove anni, nella Accademia di marina del Regno delle Due Sicilie a Napoli, divenne aspirante nel 1855, e nel 1860, a soli sedici anni, è guardiamarina (21 giugno) presso il comando marittimo di Palermo. Assieme a suo padre nel 1861 passò in servizio nella neocostituita Regia marina del Regno d'Italia. Sottotenente di vascello il 8 marzo 1863, diviene tenente di vascello il 17 maggio 1866 e nel corso della terza guerra d'indipendenza italiana partecipa alla battaglia di Lissa, dove viene decorato di medaglia di bronzo al valor militare. La sua carriera continuò brillantemente, Ufficiale d'ordinanza di S.M. il Re (11 aprile 1878-16 aprile 1881) divenne capitano di corvetta il 3 aprile 1879, capitano di fregata il 27 agosto 1881, e capitano di vascello il 26 giugno 1887. Aiutante di campo di S.M. il Re Umberto I (17 aprile 1881-20 marzo 1883) e Aiutante di campo generale effettivo di S.M. il Re (16 gennaio 1896-1º dicembre 1898), Capo divisione del Ministero della marina (20 settembre 1884-24 marzo 1885) e Addetto navale all'Ambasciata del Regno d'Italia a Parigi (5 luglio 1888-15 ottobre 1892), fu promosso contrammiraglio il 5 aprile 1894. Direttore generale del Servizio militare presso il Ministero della marina (1º maggio 1894-16 gennaio 1896).
Membro del Consiglio superiore di marina (16 novembre 1900-11 luglio 1903) fu promosso viceammiraglio il 16 luglio 1904. Fu vicepresidente del Consiglio superiore di marina (21 luglio 1904-1º aprile 1905) di cui divenne Presidente tra il 1º ottobre 1908 e il 6 agosto 1909,  Comandante della Divisione navale oceanica (11 dicembre 1898-6 maggio 1900) e Comandante in capo della Forza navale del Mediterraneo (11 aprile 1906-1º aprile 1908). Venne collocato in posizione ausiliari il 4 agosto 1909. Nominato Senatore del Regno d'Italia dal 4 aprile 1909, si spense a Roma il 14 gennaio 1918, in piena prima guerra mondiale.

### Fonti
1. 1 2 3 4 5 6 7 8 9 10 11  Senato.